# Den malayiske union
Den malayiske union var et mislykket forsøg på at organisere de britiske besiddelser på Malayahalvøen i en centraliseret union. Unionsplanerne omfattede de britiske protektorater og kolonier på Malayahalvøen, med undtagelse af Singapore. Unionen skulle træde i kraft i april 1946 men mødte modstand blandt malayerne og planerne blev opgivet i juni 1946. I februar 1948 blev unionen erstattet af Malaya-føderationen.
Unionsplanene omfattede de fire stater, som tidligere var samlede i Federated Malay States, nærmere bestemt Negeri Sembilan, Pahang, Perak og Selangor, de ikke-fødererede malaystater Johor, Kedah, Kelantan, Perlis og Terengganu, samt Malakka og Penang fra den britiske koloni Straits Settlements. Singapore blev holdt uden for og skulle fortsætte som en egen britisk koloni.

## Britisk militæradministration
Efter 2. verdenskrig forsøgte Storbritannien at etablere en ny, civil forvaltning af sine besiddelser i Malaya efter, at området først havde været underlagt militæradministration. Planerne for en malayisk union var igangsatte i London under verdenskrigen.
Mellem japanernes kapitulation og briternes indrykning var der en periode på 25 dage, før den britiske militæradministration (BMA) kunne etableres. BMA var en centraliseret administration, som omfattede alle de britiske besittelser. Malayahalvøen blev inddelt i ni regioner, i det store og hele med grænser modsvarende staterne. Regionerne blev videre inddelte i distrikter, som var det vigtigste lokale forvaltningsniveau for briterne.
Den britiske militæradministration var lidet effektiv og plaget af korruption. Der var forsyningsproblemer, særlig var der for lille forsyning af ris, sortbørshandelen florerede og der var tilfælde af voldelige sammenstød mellem etniske grupper.

## Unionsplaner
Planerne for en malayisk union blev udarbejdede i London under krigen, og i oktober 1944 havde britiske myndigheder bestemt sig for at omorganisere Malaya til en centraliseret koloni etter krigens afslutning. Ud fra strategiske hensyn blev det bestemt at udskille Singapore. Byen var en vigtig flådebase og handelsby for briterne. Den havde en stor kinesisk befolkning, som ville forrykke balancen mellem de forskellige etniske grupper i Malaya som helhed, hvis den blev taget med i unionen.
Efter, at den japanske okkupation var ovre, og briterne havde genvundet kontrol, mistroede britiske myndigheder de tidligere herskere i staterne. Kineserne og inderne blev derimod ansete som loyale. Den kommunistiske modstandsbevægelse Malayan Peoples' Anti-Japanese Army (MPAJA), hvori kineserne dominerede, havde kæmpet mod den japanske okkupation og var i krigsårene briternes allierede.
Planerne for en fælles administration af Malaya kan ses som forberedelse til selvstyre og et skridt på vejen til uafhængighed for landet. Unionen anses også som et forsøg fra de britiske myndigheders side på at håndtere et multietnisk samfund, som var nødvendig, da briterne anså kinesisk og indisk arbejdskraft som en nødvendig del af arbejdsstyrken.
Planerne blev offentliggjorte i oktober 1945. Harold MacMichael blev udsendt for at sikre herskernes underskrifter. Herskernes blev forelagt standardiserede traktattekster og blev pressede til at underskrive. Traktaterne annullerede alle tidligere aftaler og afstod suveræniteten over staterne til den britiske krone. De fleste herskere var modvillige men blev pressede til at undertegne, om nødvendig med antydning fra briterne om kollaboration med Japan under verdenskrigen.
Unionen skulle ledes af en guvernør støttet af en udnævnt lovgivende forsamling. Staterne blev afskaffede og omdennede til administrative enheder ledet af en udnævnt commissioner resident. Herskerne fik deres rolle begrænset til at gælde malayisk tradition og religion.
Unionen lagde op til statsborgerskab for alle indbyggere uafhængig af etnicitet. Statsborgerne skulle have lige rettigheder, også til arbejde i den offentlige forvaltning. Malayerne frygtede kinesisk dominans.

## Malayisk modstand
Herskerne samlede sig mod unionen og fik støtte fra fremstående tidligere britiske tjenestemænd til at bearbejde opinionen i Storbritannien. Da unionen skulle træde i kraft den 1. april 1946, blev den mødt med samlet malayisk modstand. Unionen tilfredsstillede imidlertid ikke ønskerne hos de grupper, britiske myndigheder ønskede at imødekomme, kineserne og inderne, og unionsplanerne fejlede.
Modstanden blev ledet af Onn Jaffar, førsteminister i Johor. I marts 1946 mødte 41 organisationer i til en al-malayisk kongres i Kuala Lumpur. I maj blev paraplyorganisationen United Malays National Organization (UMNO) stiftet med Onn som leder. UMNO var den første, brede politiske organisation for hele Malaya. Organisationen krævede, at traktaterne, som staterne havde underskrevet, blev ophævede og unionen annulleret. UMNO iværksatte en boikott af den britiske koloniforvaltning. Briterne frygtede, at modstanden fra malayerne skulle udvikle sig i anti-britisk retning og valgte at gå i hemmelige forhandlinger med unionsmodstanderne i UMNO.
Unionen blv heller ikke mødt med entusiasme af de indiske og kinesiske befolkningsgrupper. Selv om disse var positive til statsborgerskab for alle, var ønsket, særlig blandt de mere radikale, at der blev indført politiske rettigheder og en valgt regering. I begge grupper blev der fremmet ønske om stemmeret og demokratisk repræsentation og et ønske om selvstyre.
Unionen blev aldrig iværksat, og i juni 1946 blev planerne lagt til side. Bestemmelsen om unionen blev formelt omgjort i februar 1948.

## Forhandlinger med UMNO
Modstanden fra malayernes side medførte, at britiske myndigheder indledte forhandlinger med UMNO. Disse førte til en aftale om at etablere en ny føderation. Herskernes suverænitet og staternes egenart skulle respekteres, malayernes privilegerede stilling skulle bevares, og reglerne om statsborgerskab skulle gøres mere restriktive. Under 10 % af kineserne ville automatisk kvalificere sig til statsborgerskab efter de nye regler.
I stedet for en guvernør skulle en højkommissær stå i spidsen for føderationen. Dette var en anerkendelse af, at føderationen fik sin autoritet fra herskerne i staterne, ikke fra den britiske krone.
Der var også modstand mod føderationen, ledet af All-Malaya Council of Joint Action (AMCJA), hvori Malayan Democratic Union tilknyttet Det malayiske kommunistpartiet var den ledende kraft. AMCJA fik tilslutning fra Malayan Indian Congress (MIC), Malay Nationalist Party (MNP) og Pusat Tenaga Raayat (PUTERA). Koalitionen blev kaldt AMCJA-PUTERA og havde Tan Cheng Lock som leder.
AMCJA-PUTERA ønskede lige statsborgerrettigheder, konstitutionelle monarkier med valgte forsamlinger i staterne og selvstyre for Malaya, hvori også Singapore indgik. Koalitionen brød sammen, da føderationen blev til virkelighed. Kommunistpartiet valgte i stedet at iværksætte en væbnet kamp mod briterne.